# Mira Aroyo
Mira Aroyo (Мира Аройо, em búlgaro) (Sofia, 1977) é um membro da banda Ladytron. Ela atualmente vive em Londres, Inglaterra. Aroyo tem um doutorado em genética molecular da Universidade de Oxford e foi uma geneticista de pesquisa pós-graduada do departamento de bioquímica da universidade.